# Alan Rabinowitz

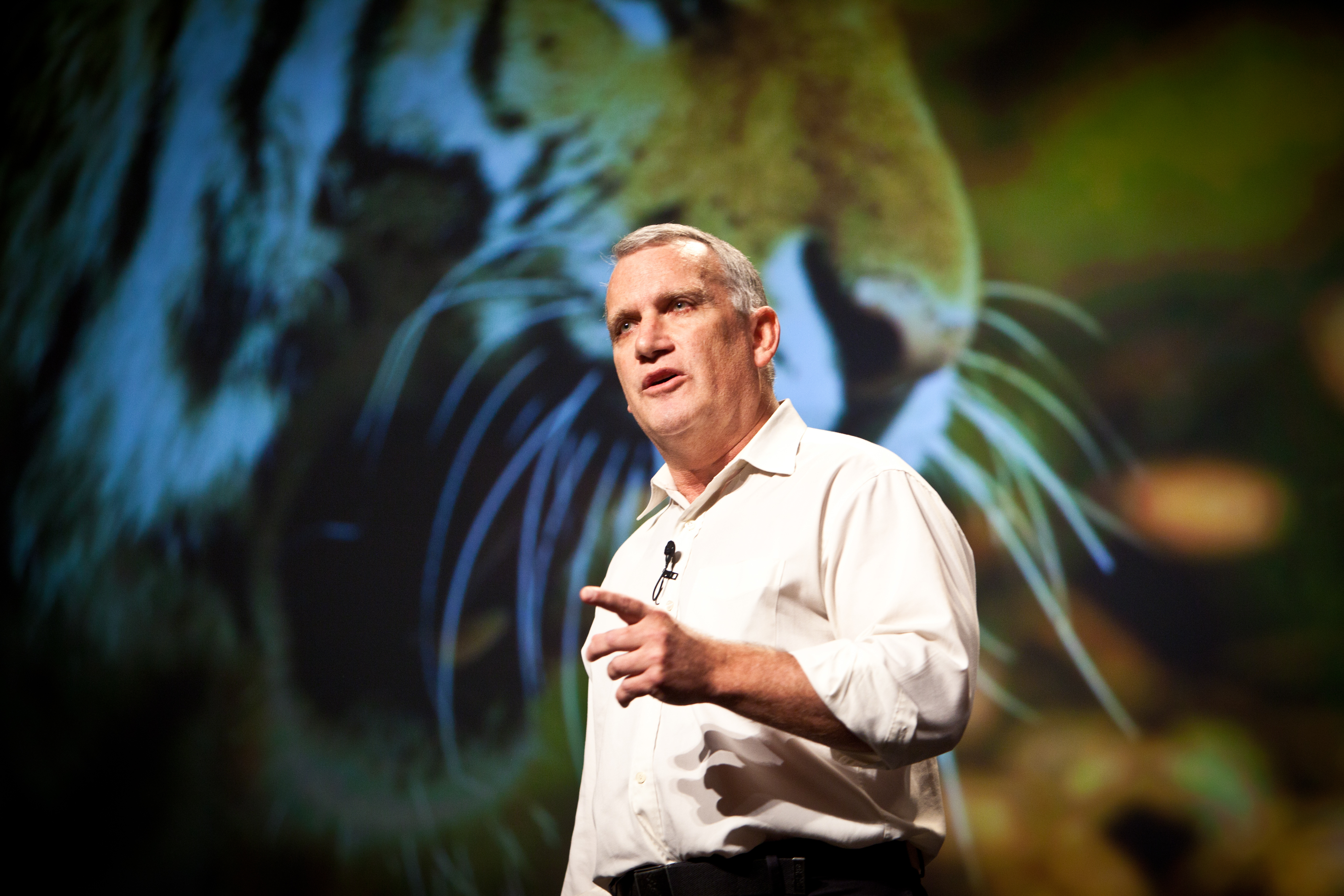
Alan Rabinowitz auf der PopTech 2010

Alan Robert Rabinowitz (* 31. Dezember 1953 in Brooklyn, New York; † 5. August 2018 in Manhattan, New York) war ein US-amerikanischer Mammaloge und Naturschützer. Von der New York Times und dem Time Magazine als Indiana Jones of Wildlife Protection bezeichnet, studierte er Jaguare, Nebelparder, asiatische Leoparden, Tiger, Sumatra-Nashörner, Bären, Bengalkatzen, Waschbären und Zibetkatzen.

## Leben
Rabinowitz wurde als Sohn von Shirley und Frank Rabinowitz in Brooklyn, New York, geboren, zog aber bald darauf nach Queens, New York. In der Grundschule litt er unter einem schweren Stottern. Unfähig, mit Gleichaltrigen und Lehrern zu sprechen, interessierte er sich für Wildtiere, mit denen er kommunizieren konnte.
1974 erlangte Rabinowitz seinen Bachelor-Abschluss in Biologie und Chemie vom Western Maryland College (heute McDaniel College) in Westminster, Maryland. 1978 graduierte er zum Master of Science und 1981 wurde er an der University of Tennessee zum Ph.D. in Ökologie promoviert.
2006 gründete Rabinowitz gemeinsam mit Thomas S. Kaplan die Panthera Corporation, eine gemeinnützige Naturschutzorganisation, die sich für den Schutz der weltweit 40 Wildkatzenarten einsetzt. Zuvor war er fast 30 Jahre geschäftsführender Direktor der Science and Exploration Division der Wildlife Conservation Society.
Während einer Expedition ins Huang-Tal in Myanmar im Jahr 1997 entdeckte er vier neue Säugetierarten, darunter den Burma-Muntjak (Muntiacus putaoensis), die kleinste Hirschart der Welt. Seine Arbeit in Myanmar führte zur Schaffung von fünf neuen Schutzgebieten, darunter der erste Meerespark des Landes: der Lampi Island Marine National Park, Myanmars erster und größter Himalaya-Nationalpark: der Hkakaborazi National Park: das größte Naturschutzgebiet des Landes, das Hukaung Valley Wildlife Sanctuary: das größte Tigerreservat der Welt und eines der größten Schutzgebiete der Welt; und das Hponkanrazi Wildlife Sanctuary, ein Gebiet, das das Hukaung Valley und den Hkakaborazi Nationalpark zu einem zusammenhängenden Schutzgebiet von mehr als 5000 Quadratmeilen verbindet. Bei seiner Arbeit machte er auch Bekanntschaft mit den letzten Angehörigen des Volkes der Taron, als deren Freund er sich seither verstand.
Rabinowitz errichtete auch das weltweit erste Jaguar-Schutzgebiet – das Cockscomb Basin Wildlife Sanctuary – in Belize und das Tawu Mountain Nature Reserve, Taiwans größtes Schutzgebiet und der letzte intakte Tiefland-Regenwald des Landes. In Thailand führte er die ersten Feldforschungen an Indochinesischen Tigern, Hinterindischen Leoparden und Bengalkatzen durch, die zur Ausweisung des Wildschutzgebiets Huai Kha Khaeng als UNESCO-Weltnaturerbe führten.
Zu seinen Verdiensten gehört die Konzipierung und Umsetzung des Projekts Paseo del Jaguar, bei dem eine Reihe biologischer und genetischer Korridore für Jaguare in ihrem gesamten Verbreitungsgebiet von Mexiko bis Argentinien errichtet wurden. Rabinowitz initiierte auch die Tigerkorridor-Initiative von Panthera, ein Projekt, die letzten noch verbliebenen großen zusammenhängenden Tigerlebensräume der Welt zu erfassen und zu schützen, wobei der Schwerpunkt auf der abgelegenen und zerklüfteten Indo-Himalaya-Region Asiens liegt.
Sein Projekt zur Schaffung einer Zone geschützter Tigerhabitate im südlichen Himalaya stand 2010 im Mittelpunkt der Dokumentationsreihe Lost Land of the Tiger der BBC Natural History Unit. Ein Expeditionsteam verbrachte einen Monat damit, den Status von Großkatzen in Bhutan zu untersuchen, was zur Wiederentdeckung von Tigerpopulationen führte, die in höhergelegeneren Gebieten leben, als bisher angenommen wurde.
Im November 2017 trat Rabinowitz als Präsident und CEO der Panthera Corporation zurück und betreute fortan als leitender Wissenschaftler die bereichsweiten Schutzprogramme der Organisation mit Schwerpunkten auf Tigern, Löwen, Jaguaren und Schneeleoparden sowie weitere Projekte zum Schutz von Pumas, Geparden und Leoparden.
2001 wurde bei Rabinowitz chronische lymphatische Leukämie diagnostiziert, an deren Folgen er am 5. August 2018 starb.

## Auszeichnungen
- 2004: Our Time Theatre Company Award
- 2004: Lowell Thomas Award des New York Explorer’s Club
- 2005: George Rabb Conservation Award der Chicago Zoological Society
- 2005: Flying Elephant Foundation Award
- 2006: Kaplan Big Cat Lifetime Achievement Award
- 2008: Lifetime Achievement Award beim International Wildlife Film Festival, Chicago
- 2010: Cincinnati Zoo Wildlife Conservation Award
- 2011: Jackson Hole Lifetime Achievement Award in Conservation

## Publikationen
- 1986/2000: Jaguar: One Man’s Struggle to Establish the First Jaguar Preserve
- 1991/2002: Chasing the Dragon’s Tail: The Struggle to Save Thailand’s Wild Cats
- 2001: Beyond the Last Village: A Journey of Discovery in Asia’s Forbidden Wilderness
- 2005: People and Wildlife: Conflict or Coexistence?
- 2008: Life in the Valley of Death: The Fight to Save Tigers in a Land of Guns, Gold, and Greed
- 2014: An Indomitable Beast: The Remarkable Journey of the Jaguar
- 2014: A Boy and a Jaguar

## Filmographie
- 2010: Lost Land of the Tiger (Erzähler)